# غاري هوبر
غاري هوبر (بالإنجليزية: Gary Hooper)‏ (26 يناير 1988 المملكة المتحدة - ) هو لاعب كرة قدم بريطاني، يلعب كمهاجم.

## وصلات خارجية
غاري هوبر على موقع الاتحاد الأوربي (الإنجليزية)
- غاري هوبر على موقع قاعدة بيانات كرة القدم.إي يو (الإنجليزية)
- غاري هوبر على موقع Soccerbase.com (لاعب) (الإنجليزية)
- غاري هوبر على موقع Soccerway.com (الإنجليزية)
- غاري هوبر على موقع عالم كرة القدم.نت (الإنجليزية)
- غاري هوبر على موقع AS.com (الإسبانية)